# قناة الأفق الإيرانية
قناة الأفق الإيرانية (بالفارسية: شبکه افق)، هي قناة رسمية تابعة لمنظمة الإذاعة والتلفزيون الإيرانية التي تملكها الحكومة الإيرانية. تم إطلاق القناة في 3 يونيو 2014 كاختبار يبثّ فقط في طهران، وبدأت إذاعة مقطورات من برامجها في محطة ألوَند، وهي المحطة الثالثة لطهران تردد 578، كقناة رقم 22.بدأ بث القناة على الصعيد الوطني في 24 ديسمبر 2014 وتم تأسيسها رسميًا في 27 فبراير 2015.
يتم تشغيل قناة الأفق مجانًا من خلال الخدمة العالمية لتلفيزيون جمهورية إيران الإسلامية وتبثّ حاليًا على مدار الساعة يوميًا.
تتوفر برامج القناة من خلال القمر الصناعي Iransat بدر 5 في إيران وبعض أجزاء آسيا.يمكن مشاهدة برامج من قناة الأفق من خلال موقعها على الإنترنت. كما يتضمن الموقع البث المباشر للقناة حفاظا على الحقوق الملكية للبث عبر الإنترنت.
يتولّى سيد جواد رمضان نجاد حالياً إدارة القناة وتم تعيينه في هذا المنصب في يوليو 2014.